# Rio Sundays
Rio Sundays é um rio da África do Sul.